# Alfa Romeo 800AF
L'Alfa Romeo 800 AF est un trolleybus fixe produit par le constructeur italien Alfa Romeo de 1940 à 1943, plus 23 exemplaires entre 1948 et 1950 par la carrosserie Sirio pour les villes de Pavie et Salerne.

## Histoire
Ce modèle est celui qui, dans la gamme Alfa Romeo a été le moins fabriqué et le plus méconnu. Le contexte de l'époque n'a pas favorisé son utilisation et le constructeur milanais l'a rapidement fait évoluer, au lendemain de la Seconde Guerre mondiale avec les modèles 900A & 900AF.
La principale caractéristique de ce véhicule, qui dérive des versions camion AR.800 et autobus AR.800A, est leur conception novatrice qui intègre la partie mécanique des versions à moteur diesel ou gazogène à l'intérieur de la caisse en utilisant une cabine avancée déjà largement utilisée en Italie. 
Il avait été, semble-t-il, un peu reproché à ce modèle sa longueur réduite, justifiée par le constructeur qui avait conçu ces véhicules pour une utilisation dans les villes de dimensions moyennes comportant des itinéraires difficiles, sinueux et pentus alors qu'il proposait également le modèle 110 AF, une version longue à 3 essieux pouvant accueillir 110 passagers.
En Italie, les carrosseries Macchi et Garavini ont réalisé les véhicules qui ont équipé les réseaux de transports urbains des villes de Côme, Trieste et Palerme où ces véhicules ont été radiés au début des années 1980.
Ce véhicule laissera sa place à la gamme 900AF dès 1952, qui reprend la même base technique et conservera des lignes de caisses quasi identiques fournies par les carrossiers traditionnels de la marque. 

## Construction
Comme pour tous les constructeurs à l'époque, les trolleybus sont un assemblage de composants fournis par des spécialistes à un constructeur de châssis, comme Alfa Romeo. Le moteur électrique pouvait être fourni par la société qui disposait du modèles adéquat en puissance mais surtout compatible avec le système alimentant le réseau de la ville. La carrosserie était commandée par l'utilisateur à une société spécialisée et réalisée en fonction des besoins et utilisations spécifiques de la compagnie municipale de transport (ATM en Italie, entreprise municipale de transport). À l'époque, personne ne parlait de standardisation ni d'uniformisation ou de compatibilité entre les véhicules des différentes marques.
L'Alfa Romeo 800AF était disponible en une seule longueur de 10,125 mètres à 2 essieux. Il pouvait accueillir 20 passagers assis et 58 debout. L'accès se faisait par l'arrière avec la présence d'un receveur.

## Caractéristiques techniques
Les moteurs électriques sont tous d'origine italienne comme Tecnomasio GLM 1303c, Marelli MCT 60B, CGE CV 1216 ou CV 1227 A.
La puissance était de 110 kW pour les TIBB et CGE 1227, 100 kW pour les Marelli, 84 kW pour les CGE 1216. La mise en route était automatique sur tous les modèles et le poste de conduite était normalement à droite, conformément au coide de la route Italien.